# Масса (мера счёта)
Масса — русская мера поштучного счёта равная дюжине гроссов, то есть дюжине дюжин дюжин ({\displaystyle 12^{3}=1728}). Применялась до введения метрической системы преимущественно в оптовой торговле мелкими галантерейными и канцелярскими товарами.
В разговорном русском языке слово «масса» может использоваться в значении «множество», «большое количество» (например, «масса народу», «масса хлопот», «масса впечатлений», «масса дел», «масса времени»). Предполагается, что такое словоупотребление произошло от данной единицы счёта.

## Большой гросс
В английской системе мер аналогичная единица поштучного счёта называется большой гросс (англ. great gros) и также равна 1728. В Общероссийском классификаторе единиц измерения (ОКЕИ) «большой гросс» имеет код 731 и международное обозначение GGR.

## Вымышленные аналоги
В английском научно-фантастическом романе Г. Уэллса «Когда Спящий проснётся» (1899) описано, что в начале XXII века на Земле вместо десятичной используется двенадцатеричная система счисления. Там для обозначения дюжины гроссов применяется вымышленная единица — «доцанд» (dozand):

Вы жили во времена десятичной, арабской системы счисления: десятки, маленькие сотни и тысячи. Сейчас же используется одиннадцать символов для обозначения чисел. У нас есть отдельные цифры для чисел десять и одиннадцать, а дюжину мы обозначаем при помощи двух цифр. Дюжина дюжин составляет гросс, большую сотню, как вы уже знаете. Двенадцать гроссов — это доцанд, и, наконец, доцанд доцандов — мириад. Ведь просто же? 
Оригинальный текст (англ.)You lived in the days of the decimal system, the Arab system—tens, and little hundreds and thousands. We have eleven numerals now. We have single figures for both ten and eleven, two figures for a dozen, and a dozen dozen makes a gross, a great hundred, you know, a dozen gross a dozand, and a dozand dozand a myriad. Very simple?
— Г. Уэллс. «Когда Спящий проснётся».
Двенадцатеричное общество Великобритании, которое существует с 1959 года и пропагандирует переход с десятичной на двенадцатеричную систему счисления, собирает разные варианты наименования чисел для такой системы. В частности для наименования числа в двенадцать гроссов ({\displaystyle 12^{3}=1728_{10}=1000_{12}}) разными авторами предлагаются следующие названия: dell, dosmil, great, grand, kiliad, liriad, taozen, trin, trizen и zantrev. В Американском двенадцатеричном обществе, существующем с 1944 года, предлагается обозначать данное число словом mo или triqua.